# 有羊膜類
有羊膜類（ゆうようまくるい、英語: Amniota）あるいは羊膜類（ようまくるい）は、爬形類に属する脊椎動物の一群である。
四肢動物のうち、発生の初期段階に胚が羊膜を持つものの総称。鰓を持たないことから無鰓類とも呼ばれる。
有羊膜類が分岐して、爬虫類や哺乳類が生まれた。有羊膜類そのものは両生類には分類されない。分岐分類では有羊膜類も両生類に内包される。

## 起源
石炭紀後期に四肢動物類の両生類から進化した。両生類の中からは陸上産卵する系統が何度も進化しているが、羊膜はこうした系統のひとつで、陸上に生みつけられた卵黄の多い大型卵の中で、胚の呼吸を容易にする呼吸器官として進化したと考えられている。
羊膜の存在によって、陸上で大型の胚が呼吸することが容易になったのみならず、陸上において、羊膜腔という、生理的にホメオスタシスのコントロール下に置かれた空間の中で胚が発生することが可能になり、発生プロセスにおいて外界の環境変動から胚を保護することが、より容易になった。さらに、卵殻の進化によって水分の蒸散が抑えられ、また発生に必要な水分の貯蔵庫として保水性の強い卵アルブミンから成る卵白が進化したことによって、水辺以外にも棲息範囲を広げることが容易になった。
有羊膜類は、両生類から石炭紀の後期、約3億1200万年前に分岐した。
有羊膜類は、初期に竜弓類と単弓類の2系統に分化した。後に竜弓類の系統から爬虫類が、単弓類の系統から哺乳類が生まれた。

## 羊膜形成のプロセス
祖先的な状態では、有羊膜類は殻に守られた卵を産む。卵の中で、神経胚期以降に胚体外域（側板）の細胞が持ち上がって羊膜褶を作る。それが胚体の上方で融合して羊膜となり、閉ざされた空間（羊膜腔）を作る。またこのとき他の胚膜（漿膜、尿嚢、卵黄嚢）なども作られる。
霊長類などでは、羊膜腔の作り方がやや異なっている。羊膜褶を作ることなく、胚盤胞の外胚葉部分に、最初から空所として現れ、その空間が増大して胚を包み込んでいく。
有羊膜類の中には卵胎生（ヘビ・トカゲの一部）になったものや、胎生（哺乳類）になったものもある。

## 分類
†は絶滅
- 爬形類 Reptiliomorpha
  - 有羊膜類 Amniota
    - 爬虫綱 Reptilia
      - †無弓亜綱 Anapsida = 側爬虫亜綱 / 擬爬虫類 Parareptilia
      - Eureptilia
        - †カプトリヌス科 Captorhinidae
        - Romeriida
          - †プロトロティリス科 Protorothyrididae
            - †ヒロノムス属 Hylonomus

          - 双弓類 Diapsida
            - 鳥類 Aves

    - 単弓類 Synapsida
      - 哺乳類 Mammalia

  - †カシネリア Casineria (初期の有羊膜類)
  - †ウェストロティアーナ Westlothiana (初期の有羊膜類)